# Elisabeth Rotten
Elisabeth Friederike Rotten (Berlim, 15 de fevereiro de 1882 - Londres, 2 de maio de 1964) foi uma ativista pela paz e pedagoga progressista suíça.

## Biografia
Elisabeth Friederike Rotten foi filha do casal suíço Moritz e Luise Rotten. De 1888 a 1898 assistiu à escola secundária feminina Luisenschule, e a partir de 1904 ao Victoria Lyzeum Charlottenburg. Em setembro de 1906 aprovou o exame de finalização de estudos no Kaiserin-Augusta-Gymnasium de Charlottenburgo. Estudou filosofia, língua e literatura alemã em Heidelberg, Berlim, Marburgo e Montpellier. Em Marburgo conheceu a Hermann Lietz e Gustav Wyneken, cuja influência foi decisiva para o desenvolvimento de sua carreira posterior. Em 1913 defendeu sua tese doutoral sobre O Fenômeno Primigênio de Goethe (Goethes Urphänomen) e o Ideal Platônico na Universidade de Marburgo.
Em 1913 recebeu uma atribuição de um ano como professora de literatura alemã na Universidade de Cambridge, por recomendação do professor Wilhelm Vietor. Em 1914 regressou a Berlim, criou uma organização de resgate 'Centro de Informação e Ajuda para Alemães no Exterior' e estrangeiros na Alemanha,  com o apoio do professor Friedrich Siegmund-Schultze e uma estreita cooperação do Vice-Presidente da Cruz Vermelha Internacional em Genebra, Dr. Frédéric Ferrière. Em 1915, viajou ao primeiro Congresso Internacional de Mulheres pela Paz em Haia como representante da liga e ajudou a fundar a Liga Internacional de Mulheres pela Paz e a Liberdade.
Posteriormente, em 1921, com Beatrice Ensor e Adolphe Ferrière, fundou a Comunidade da Nova Educação (New Education Fellowship), convertendo em sua vice-presidenta para os países de fala alemã e a editora de sua revista em alemão, que finalmente se chamou Dás Werdende Zeitalter. A partir de 1922, associou-se à granja escola Schulfarm Insel Scharfenberg, iniciada por Wilhelm Blume em Berlim; e foi visitante frequente da Odenwaldschule, fundada em 1910 pelo pedagogo reformista Paul Geheeb.
Em 1925, Rotten e Adolphe Ferrière converteram-se nos primeiros Diretores Adjuntos do Escritório Internacional de Educação, onde apoiavam ao diretor Pierre Bovet.
Foi amiga do anarquista Gustav Landauer, quem foi Ministro de Cultura na curta República Soviética de Munich de 1919 (também chamada “República do Conselho”), antes de ser assassinado brutalmente depois de sua detenção. De 1926 a 1932, Rotten compartilhou a direção da revista Dás Werdende Zeitalter com Karl Wilker, expoente da pedagogia social que transformou o Lindenhof de Berlim. O título desta revista está inspirado numa coleção de ensaios de Landauer, que seu amigo, o filósofo Martin Buber, publicou em 1921. Em 1930, Rotten cofundou uma escola em Hellerau nas redondezas de Dresden, onde se estabeleceu uma cidade jardim pouco depois de 1900, como parte de um movimento de reforma que defendia a moradia moderna.